# Римский-Корсаков (фильм)
«Римский-Корсаков» — биографический фильм о композиторе Римском-Корсакове. Принадлежит к галерее костюмно-исторических биографических картин послевоенного кинематографа СССР: «Адмирал Нахимов», «Александр Попов», «Жуковский», «Мусоргский», «Академик Иван Павлов» и ряда других. Фильм принимал участие в основном конкурсе Венецианского кинофестиваля.

## Сюжет
Фильм рассказывает о двух последних десятилетиях жизни русского композитора. Раскрывая своё видение творческой и педагогической концепции Римского-Корсакова, авторы картины посвящают отдельные её эпизоды лекциям в созданной им школе композиторов, жёстким дискуссиям об «антинародности» музыки Раменского (прототип — Игорь Стравинский)), борьбе с самодурством чиновников управления Императорских театров и двуликостью мецената Саввы Мамонтова. Картина завершается несколькими фрагментами событий Революции 1905—1907 годов в России.
Развитие биографического сюжета чередуется с яркими костюмированными сценами из опер Римского-Корсакова «Садко», «Снегурочка», «Сказка о царе Салтане», «Кащей Бессмертный», «Золотой петушок».

## Отзывы
По отзыву журнала «Огонёк» (1953), фильм имел большой успех у зрителей и широкий отклик в печати. Однако, по оценке Министерства кинематографии СССР, лента содержала ряд художественных и идеологических недостатков, среди которых первым было «непомерное преувеличение роли Мамонтова, показанного „благодетелем“ передового русского искусства». Позднее критики стали оценивать историко-биографический киноцикл конца 1940 — начала 1950-х годов скорее негативно из-за его высокой политизированности:

В 1953 г. «Римский-Корсаков» наконец появился в кинотеатрах. Его соседями были «Джамбул» и «Белинский», незадолго перед ними — вторая картина о Глинке. Кто помнит эти фильмы, тот знает, что биографический жанр переживал жестокий кризис. Это было прямым следствием культа личности.

## В ролях
- Григорий Белов — Николай Андреевич Римский-Корсаков
- Лидия Сухаревская — Надежда Николаевна Римская-Корсакова, его жена
- Николай Черкасов — Владимир Васильевич Стасов
- Александр Борисов — Савва Мамонтов
- Виктор Хохряков — Александр Глазунов
- Анатолий Кузнецов — Анатолий Лядов
- Александр Огнивцев — Фёдор Шаляпин
- Борис Коковкин — Валентин Серов
- Сергей Курилов — Михаил Врубель
- Лилия Гриценко — Надежда Забела-Врубель, его жена
- Лидия Драновская — Алмазова (прототип — Алевтина Михайловна Пасхалова)
- Анатолий Вербицкий — Михайлов, ученик Римского-Корсакова
- Татьяна Ленникова — Мария Лебедева, ученица Римского-Корсакова
- Агасий Бабаян — Дарьян
- Бруно Фрейндлих — Раменский (прототип — Игорь Стравинский)
- Владимир Балашов — Сергей Дягилев
- Фёдор Никитин — Великий князь Владимир Александрович
- Татьяна Пилецкая — дочь Римского-Корсакова (нет в титрах)